# 隆格島
49°32′S 69°54′E / 49.533°S 69.900°E

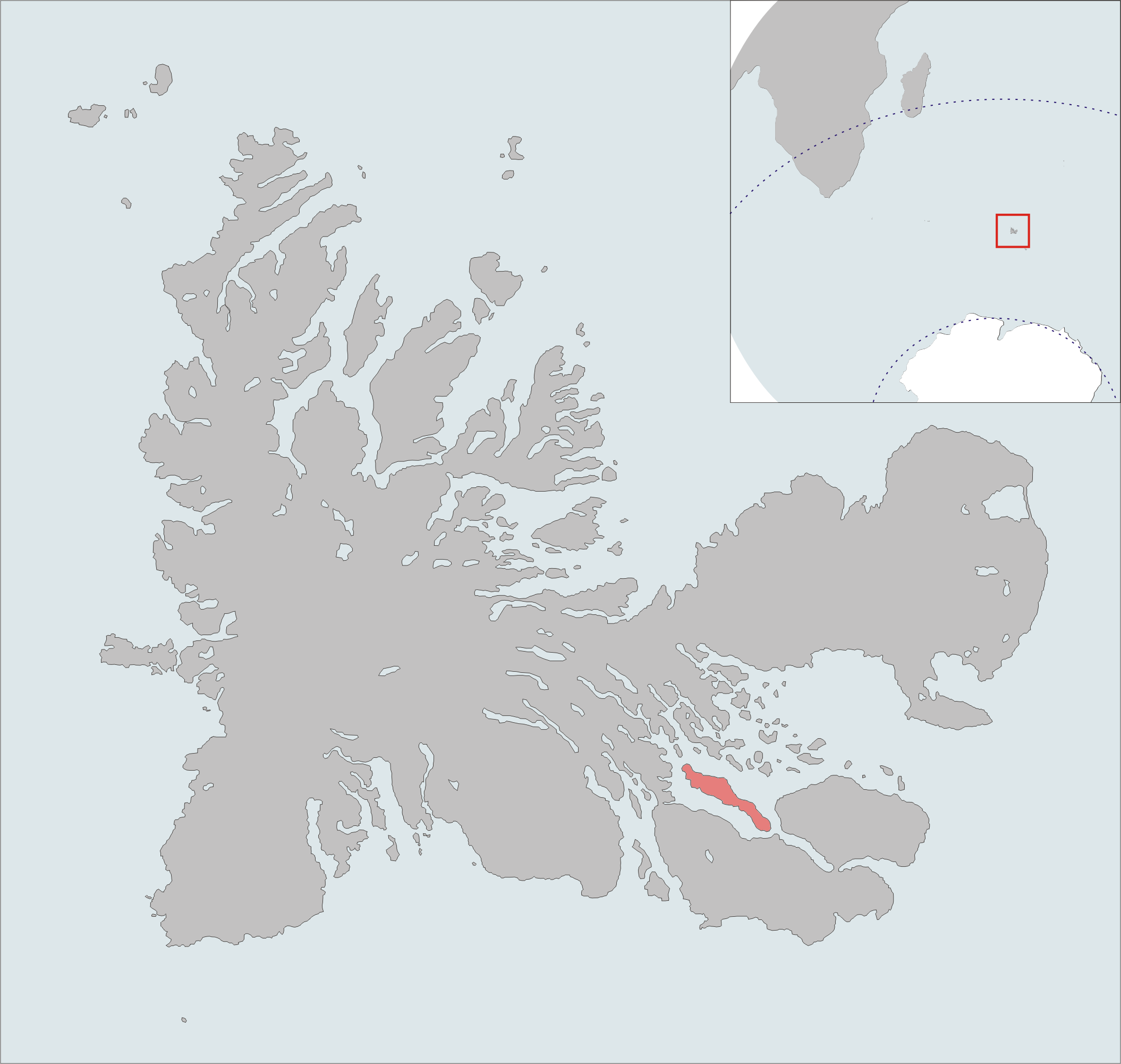

隆格島（法語：Île Longue），是南極洲的島嶼，屬於凱爾蓋朗群島的一部分，由法屬南部領地負責管轄，面積35平方公里，最高點海拔高度270米，島上無人居住。